# گوییدو بالزارینی
گوییدو بالزارینی (ایتالیایی: Guido Balzarini; ۲۱ اکتبر ۱۸۷۴ – ۱۹۳۵) شمشیرباز اهل ایتالیا بود.
وی در مسابقات کشوری و بین‌المللی در مجموع برندهٔ ۱ مدال طلا شده‌است.